# Peter Frampton
Peter Kenneth Frampton (født 22. april 1950 i Bromley, London) er britisk sanger, guitarist og komponist.